# Tiro com arco nos Jogos Pan-Americanos de 2023 - Recurvo por equipes masculinas
A competição do recurvo por equipes masculinas do tiro com arco nos Jogos Pan-Americanos de 2023 foi disputada entre 1 e 4 de novembro de 2023 no Centro de Tiro com Arco, em Peñalolén. Um total de 24 arqueiros de 8 Comitês Olímpicos Nacionais (CON) participaram do evento.

## Calendário
Horário local (UTC−3).
| Data          | Hora  | Fase                 |
| ------------- | ----- | -------------------- |
| 1 de novembro | 9:00  | Fase de ranqueamento |
| 1 de novembro | 11:20 | Quartas de final     |
| 1 de novembro | 11:50 | Semifinais           |
| 4 de novembro | 11:15 | Disputa pelo bronze  |
| 4 de novembro | 11:40 | Final                |

## Medalhistas
|  | USA Estados Unidos                         |  | MEX México                              |  | BRA Brasil                                          |
|  | Brady Ellison Jackson Mirich Jack Williams |  | Carlos Rojas Matías Grande Caleb Urbina |  | Marcus Vinicius D'Almeida Matheus Gomes Matheus Ely |

## Resultados

### Fase de ranqueamento
| Pos. | Arqueiros                                           | CON                                 | Total | Notas |
| ---- | --------------------------------------------------- | ----------------------------------- | ----- | ----- |
| 1    | Brady Ellison Jackson Mirich Jack Williams          | USA Estados Unidos                  | 2034  |       |
| 2    | Santiago Arcila Daniel Betancur Jorge Enríquez      | COL Colômbia                        | 2013  |       |
| 3    | Carlos Rojas Matías Grande Caleb Urbina             | MEX México                          | 2005  |       |
| 4    | Marcus Vinicius D'Almeida Matheus Gomes Matheus Ely | BRA Brasil                          | 2001  |       |
| 5    | Crispin Duenas Eric Peters Brandon Xuereb           | CAN Canadá                          | 1990  |       |
| 6    | Hugo Franco Juan Santiesteban Javier Vega           | CUB Cuba                            | 1973  |       |
| 7    | Andrés Aguilar Andrés Gallardo Ricardo Soto         | CHI Chile                           | 1961  |       |
| 8    | Diego Castro Thomas Flossbach Marco López           | EAI Equipe de Atletas Independentes | 1908  |       |

### Fase eliminatória
As quartas de final e semifinais foram realizadas em 1 de novembro. As definição dos medalhistas ocorreu em 4 de novembro de 2023.
|  | Quartas de final | Quartas de final                    | Quartas de final | Quartas de final | Quartas de final | Quartas de final | Quartas de final |    |                    | Semifinal  | Semifinal           | Semifinal           | Semifinal           | Semifinal           | Semifinal           | Semifinal           |                     |    | Final | Final              | Final | Final | Final | Final | Final |
|  |                  |                                     |                  |                  |                  |                  |                  |    |                    |            |                     |                     |                     |                     |                     |                     |                     |    |       |                    |       |       |       |       |       |
|  | 1                | USA Estados Unidos                  | 6                | 57               | 59               | 56               |                  |    |                    |            |                     |                     |                     |                     |                     |                     |                     |    |       |                    |       |       |       |       |       |
|  | 8                | EAI Equipe de Atletas Independentes | 0                | 56               | 50               | 55               |                  |    |                    |            |                     |                     |                     |                     |                     |                     |                     |    |       |                    |       |       |       |       |       |
|  | 8                | EAI Equipe de Atletas Independentes | 0                | 56               | 50               | 55               |                  | 1  | USA Estados Unidos | 6          | 55                  | 58                  | 58                  | 59                  |                     |                     |                     |    |       |                    |       |       |       |       |       |
|  |                  |                                     |                  |                  |                  |                  |                  | 1  | USA Estados Unidos | 6          | 55                  | 58                  | 58                  | 59                  |                     |                     |                     |    |       |                    |       |       |       |       |       |
|  |                  | 4                                   | BRA Brasil       | 2                | 56               | 56               | 57               | 54 |                    |            |                     |                     |                     |                     |                     |                     |                     |    |       |                    |       |       |       |       |       |
|  | 5                | 4                                   | BRA Brasil       | 2                | 56               | 56               | 57               | 54 | CAN Canadá         | 1          | 57                  | 56                  | 55                  |                     |                     |                     |                     |    |       |                    |       |       |       |       |       |
|  | 5                |                                     |                  |                  |                  |                  |                  |    | CAN Canadá         | 1          | 57                  | 56                  | 55                  |                     |                     |                     |                     |    |       |                    |       |       |       |       |       |
|  | 4                | BRA Brasil                          | 5                | 57               | 58               | 58               |                  |    |                    |            |                     |                     |                     |                     |                     |                     |                     |    |       |                    |       |       |       |       |       |
|  |                  |                                     |                  |                  |                  |                  |                  |    |                    |            |                     |                     |                     |                     |                     |                     |                     |    | 1     | USA Estados Unidos | 6     | 58    | 52    | 58    | 57    |
|  |                  |                                     | 3                | MEX México       | 2                | 56               | 54               | 56 | 24                 |            |                     |                     |                     |                     |                     |                     |                     |    |       |                    |       |       |       |       |       |
|  | 3                | MEX México                          | 6                | 54               | 56               | 54               | 58               |    |                    |            |                     |                     |                     |                     |                     |                     |                     |    |       |                    |       |       |       |       |       |
|  | 6                | CUB Cuba                            | 2                | 53               | 50               | 57               | 53               |    |                    |            |                     |                     |                     |                     |                     |                     |                     |    |       |                    |       |       |       |       |       |
|  | 6                | CUB Cuba                            | 2                | 53               | 50               | 57               | 53               |    | 3                  | MEX México | 5                   | 56                  | 58                  | 56                  | 53                  |                     |                     |    |       |                    |       |       |       |       |       |
|  |                  |                                     |                  |                  |                  |                  |                  |    | 3                  | MEX México | 5                   | 56                  | 58                  | 56                  | 53                  |                     |                     |    |       |                    |       |       |       |       |       |
|  |                  | 2                                   | COL Colômbia     | 3                | 55               | 56               | 57               | 53 |                    |            | Disputa pelo bronze | Disputa pelo bronze | Disputa pelo bronze | Disputa pelo bronze | Disputa pelo bronze | Disputa pelo bronze | Disputa pelo bronze |    |       |                    |       |       |       |       |       |
|  | 7                | 2                                   | COL Colômbia     | 3                | 55               | 56               | 57               | 53 | CHI Chile          | 3          | Disputa pelo bronze | Disputa pelo bronze | Disputa pelo bronze | Disputa pelo bronze | Disputa pelo bronze | Disputa pelo bronze | Disputa pelo bronze | 54 | 55    | 53                 | 54    |       |       |       |       |
|  | 7                |                                     |                  |                  |                  |                  |                  |    | CHI Chile          | 3          |                     |                     |                     |                     |                     |                     |                     | 54 | 55    | 53                 | 54    |       |       |       |       |
|  | 2                | COL Colômbia                        | 5                | 55               | 50               | 53               | 57               |    |                    |            |                     |                     |                     |                     |                     |                     |                     |    | 4     | BRA Brasil         | 5     | 56    | 53    | 56    | 56    |
|  |                  |                                     |                  |                  |                  |                  |                  |    |                    |            |                     |                     |                     |                     |                     |                     |                     |    | 2     | COL Colômbia       | 3     | 54    | 56    | 52    | 56    |